# Rio Casca
O rio Casca é um curso de água que banha a Zona da Mata do estado de Minas Gerais, Brasil. É um afluente da margem direita do rio Doce.
Apresenta 162 km de extensão e drena uma área de 2475 km². Suas nascentes localizam-se na Serra da Mantiqueira, no município de Ervália, a uma altitude de aproximadamente 1400 metros. Sua foz no rio Doce se localiza na fronteira dos municípios de Rio Casca e São Pedro dos Ferros.
Banha as cidades de Jequeri e Rio Casca e terras dos municípios de Araponga, São Miguel do Anta, Canaã, Pedra do Anta, Santo Antônio do Grama, Urucânia e Piedade de Ponte Nova. Seu leito serve de limite natural entre alguns desses municípios. O trecho entre a foz do rio São Domingos e a confluência do ribeirão Turvão separa os municípios de Araponga e Ervália. Entre a foz do ribeirão Turvão e confluência do rio Santana, o rio Casca separa o município de Canaã, na margem direita, dos municípios de São Miguel do Anta e Pedra do Anta, na margem esquerda. O trecho entre a Fazenda Ponte do Casca e a foz do córrego dos Mendes separa os municípios de Jequeri e Santo Antônio do Grama. Entre o córrego dos Mendes e o córrego Engenho Velho, o rio Casca separa os municípios de Urucânia e Santo Antônio do Grama. O trecho entre o córrego Engenho Velho e o ribeirão das Bandeiras separa os municípios de Urucânia e Rio Casca. A partir da foz do córrego Óculo Pequeno, o rio Casca separa os municípios de Rio Casca e São Pedro dos Ferros até desaguar no rio Doce.
As águas do rio Casca são aproveitadas para geração de energia elétrica em três Centrais Geradoras Hidrelétricas atualmente em operação: Casquinha, com potência instalada de 384 kW, situada entre os municípios de São Miguel do Anta e Canaã; Ponte Queimada 1 e Ponte Queimada 2, situadas entre os municípios de Urucânia e Rio Casca, que somam 1640 kW de potência instalada.